# Journal encyclopédique
El Journal encyclopédique fue una publicación periódica en francés fundada en 1756 en Lieja por el Pierre Rousseau con el fin de promover el pensamiento de los enciclopedistas del siglo XVIII. Dejó de publicarse en 1793.

## Voltaire
Aunque la publicación apoyaba a los autodenominados philosophes (o parti philosophique) del siglo XVIII (intelectuales franceses identificados con una posición ilustrada), y en concreto a Voltaire, la recepción negativa que el periódico dio a Cándido motivó al autor escribir una carta anónima renunciando la autoría de la novela —que, debida a la censura de la época, había sido publicada bajo el seudónimo de un tal Docteur Ralph–.